# Station Grzybowa Góra
Station Grzybowa Góra is een spoorwegstation in de Poolse plaats Skarżysko-Kamienna.